# 웨스턴 디지털
웨스턴 디지털 코퍼레이션(영어: Western Digital Corporation)은 미국의 하드 디스크 생산 업체이다. 1970년 4월 23일 제너럴 디지털 코퍼레이션(영어: General Digital Corporation)이라는 이름으로 설립되었다. 2012년 3월에 히타치의 하드디스크 사업부를 인수하고 세계 최대의 하드디스크 생산 업체가 되었다.
일각에서는 영문을 해석한 서부전자라는 명칭으로 불리기도 한다.

## 제품

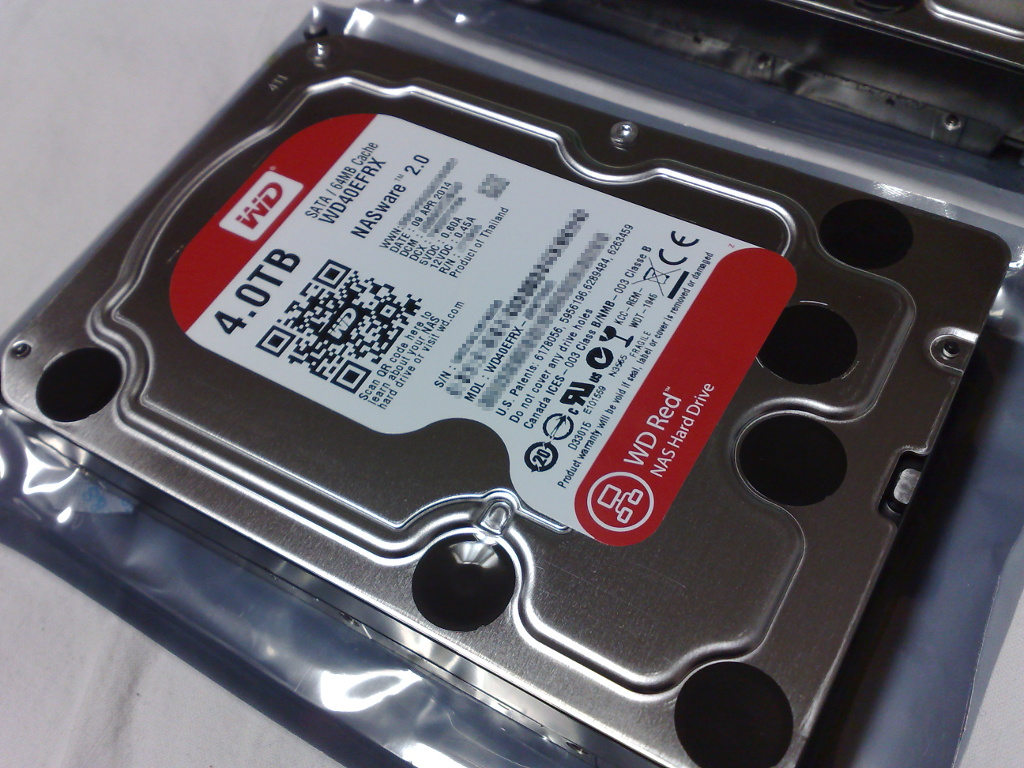
웨스턴디지털의 하드디스크

- 블루, 블랙, 레드, 퍼플[1]
- 마이북
- 마이 패스포트
- 이지 스토어
- WD SSD[2]

## 연표
- 1970년: '제너럴 디지털'이라는 이름으로 회사 설립.
- 1971년: 이름을 '웨스턴디지털'로 바꿈.
- 1974년: 플로피디스크 드라이브 컨트롤러 칩셋을 발표.
- 1979년: 웨스턴디지털의 첫 번째 하드디스크 드라이브 컨트롤러를 개발.
- 1988년: 본격적으로 하드디스크 드라이브 시장에 참여.
- 1990년: '캐비어'라는 하드디스크 드라이브 라인업을 도입.
- 1992년: 업계 최초로 340MB 하드디스크 드라이브를 출시.
- 1993년: 하드디스크 드라이브 업계에서 가장 빠르게 성장함.
- 1995년: 로체스터에 하드디스크 드라이브 공장을 설립.
- 2000년: 첫 번째로 20GB 플래터를 단 하드디스크 드라이브를 개발.
- 2001년: 8MB 버퍼 메모리와 40GB 플래터가 들은 7,200RPM의 100GB 하드디스크 드라이브를 최초로 출시.
- 2002년: 엑스박스에 웨스턴디지털의 200GB 하드디스크 드라이브를 장착.
- 2003년: 매년 30억 달러의 수익을 얻기 시작. SATA 인터페이스로 10,000rpm의 회전 속도를 자랑하는 '랩터' 시리즈를 발표. 80GB 플래터 개발. 헤드공급업체인 '리드라이트' 인수.
- 2004년: 새로운 라인업인 2.5인치 하드디스크 드라이브를 출시.
- 2005년: NAS용 하드디스크 드라이브 개발. 1인치 크기의 6GB 하드디스크 드라이브를 출시. SATAⅡ 인터페이스 하드디스크 발표.
- 2006년: 10,000rpm과 150GB 용량의 '랩터 X' 하드디스크 드라이브를 출시.
- 2007년: 세계에서 두 번째로 1TB 하드디스크 드라이브를 출시.
- 2008년: 2.5인치 크기의 300GB 하드디스크 드라이브 랩터를 개발.
- 2009년: 세계에서 최초로 2TB 하드디스크 드라이브를 출시.
- 2012년: 히타치의 하드디스크 사업부를 인수하여 자회사인 HGST로 사명 변경.
- 2015년: 낸드플래시 메모리업체 샌디스크 인수.

## 경쟁 회사
- 씨게이트
- 도시바